# Бенц (бронедрезина)
Бронедрезина «Бенц» — один из первых русских образцов броневой техники, железнодорожная боевая машина — специальный броневой автомобиль. 
Дрезина-автомобиль представлял собой пулемётный бронеавтомобиль с возможностью использования в качестве бронедрезины. В литературе также упоминается, как «Блиндированный автобус „Бенц“». В другом источнике «Бронированный автобус Бенц» или бронедрезина «Benz-Gaggenau».

## История
Разработан и построен в 1911—1912 годах российским отделением немецкой фирмы «Benz» (российского филиала компании «Бенц и К») по заказу Амурской железной дороги, для нужд охраны железной дороги от бандитов (хунхузов). 11 октября 1911 года Управление АмЖД оформило заказ на броневую дрезину-автомобиль. Подрядчик успешно справился с поставленным Управлением заданием, и в августе 1912 года броневая дрезина-автомобиль был передан службе охраны Амурской железной дороги.
Отличительной особенностью являлось широкое применение рационального размещения броневых листов (под большими углами наклона).
В 1914 году реквизирован Военным ведомством для использования в боевых действиях Первой мировой войны, но затерялся в пути. По другим данным в октябре 1914 года бронедрезину «Benz-Gaggenau» по программе «военно-автомобильной повинности» собирались отправить на Западный фронт Великой войны.
В 1918 году был обнаружен в Омске силами Белой армии и применялся ими в боях на Восточном фронте Гражданской войны. В другом источнике указано что лишь в начале 1918 года броневая дрезина появляется в городе Пермь на вооружении «красных». А в июне того же года, в бою, железнодорожную боевую машину захватили части Чехословацкого корпуса. Что с ней случилось дальше — неизвестно.